# Heinrich August von Kinckel
Heinrich August von Kinckel (v. Kinkel) (* 14. August 1747 in Heilbronn; † 10. November 1821 in Mannheim) war ein niederländischer Marineoffizier und Diplomat. Er gab Anregungen zu einer Marinereform in den Niederlanden und ließ das Trappenseeschlösschen in Heilbronn zu seiner heutigen Gestalt umbauen.

## Leben

### Herkunft und Familie
Er entstammte dem Schorndorfer Bürgermeistergeschlecht Künckelin. Der Vater August Wolfgang Künckelin (1710–1768) stand als Jurist in Diensten des Ritterkanton Odenwald und war Generalverwalter der Provinz Kleve im kaiserlichen Rat. Er zog 1734 nach Heilbronn, wo er 1736 die Patriziertochter Rosina Elisabetha Pancug (1716–1799), die Schwester von Bürgermeister Georg Heinrich von Pancug, heiratete. Heinrich August war das fünfte von zehn Kindern des Paares, von denen sechs das Erwachsenenalter erreichten. Mit der Erhebung des Vaters in den Adelsstand nahm die Familie 1752 den Titel Freiherr von Kinckel an.

### Werdegang als Marineoffizier und Diplomat
Heinrich August kam 1764 in die Vereinigten Niederlande, wo er sofort Titular-Leutnant bei der Admiralität von Seeland wurde, was vermutlich nur über zuvor geknüpfte Kontakte des Vaters möglich gewesen war. Unter Kapitän Cornelis Vis machte er auf der Fregatte St. Maartensdijk noch im selben Jahr seine erste Seefahrt ins Mittelmeer, wo die Fregatte die niederländischen Handelsschiffe vor Freibeutern schützte. Bald darauf erscheint er als junger Offizier im Umkreis von Kapitän Hendrik Bernhard Lodewijk Graf von Bylandt, mit dem er zwischen 1767 und 1770 auf verschiedenen Schiffen abermals die niederländischen Handelsschiffe im Mittelmeer und außerdem auch die Schiffe der Ostindien-Route schützte. 1771 führte ihn eine Fahrt mit der Zierikzee unter Kapitän Francois Johan Nebbens abermals zur Piratenbekämpfung ins Mittelmeer. Anschließend diente er drei Jahre lang zu Lande, bevor er, inzwischen zum Kommandeur befördert, 1775/76 auf der Fregatte Walcheren unter Kapitän Bonifacius Cau erneut zur Piratenbekämpfung an die afrikanische Nordküste in See stach.
Am 11. November 1777 wurde er zum außerordentlichen Kapitän der Admiralität von Seeland ernannt, erhielt jedoch zunächst kein eigenes Kommando. Vielmehr heuerte er nach dem Eintritt Frankreichs in den Amerikanischen Unabhängigkeitskrieg 1778 bei der britischen Marine auf dem Linienschiff Victory an, mit dem er erstmals Seekriegserfahrungen sammelte.
Zurück in Seeland erhielt er 1779 ein eigenes Kommando auf dem Linienschiff Zuid-Beveland, für das er auch in der Umgebung seiner Heimat (nämlich in Eßlingen, Mannheim, Dürkheim und Grombach) Seeleute anwerben ließ, zumal sich in den Niederlanden kaum noch Marinepersonal finden ließ. Die Werber-Depots in Mannheim und Dürkheim leiteten Kinckels Brüder. Im August 1780 konnte die Zuid-Beveland mit 418 Mann Besatzung und 60 Kanonen schließlich in Dienst genommen werden. Das Schiff diente im Vierten englisch-niederländischen Seekrieg zunächst zur Sicherung der Scheldemündung und lag lange bei Vlissingen vor Anker. Es war zu jener Zeit das einzige einsatzbereite Schiff der seeländischen Admiralität. 1781 erhielt Kinckel den Befehl, sich in Texel der niederländischen Gesamtflotte anzuschließen. Die zur Begleitung der Zuid-Beveland angedachten Schiffe wurden in der Schlacht auf der Doggerbank geschlagen, Kinckel gelang es jedoch im weiteren Kriegsverlauf, mit der Zuid-Beveland zwei englische Schiffe einzunehmen.
Seit 1779 war Kinckel mit der Kritik am schlechten Zustand der niederländischen Marine an die Öffentlichkeit getreten. In einem Brief vom Juni 1779 an den niederländischen Prinzen Wilhelm V. schlug er die Gründung eines Marinecorps vor. 1780 präzisierte er seine Vorschläge hin zur Gründung eines Korps in der Stärke von 6000 Mann. 1781 verfasste er ein Memorandum über eine allgemeine Marinereform, das die feste Einstellung von Ingenieuren, die Gründung einer Witwen- und Waisenkasse, die Berücksichtigung der Kriegskosten als fester Posten im Staatshaushalt, die Reglementierung der Kleidung und Verpflegung der Seeleute und die verstärkte Aufnahme von Adligen in den Marineoffiziersdienst vorsah. Zwar traten Kinckels Forderungen vor den sonstigen politischen Ereignissen der Jahre 1785 bis 1787 zurück, 1792 kam es aber dennoch zur Gründung eines Seekorps.
Nach dem Pariser Friedensschluss von 1784 war Kinckel zunächst als niederländischer Gesandter in Bayern, wo er in den zwischen den Niederlanden und Österreich entstandenen politischen Spannungen vermittelte. Zu jener Zeit erwarb er das Trappenseeschlösschen in seiner Geburtsstadt Heilbronn und ließ es in seine heutige Gestalt umbauen. Er hat das Schlösschen jedoch nur sporadisch genutzt. Als Kinckel 1787 das Kommando der Fregatte Tholen übertragen bekam, sah er sich erneut mit Rekrutierungsproblemen konfrontiert und wollte den aktiven Marinedienst quittieren und in den diplomatischen Dienst wechseln. Als zweithöchster, nach dem Tod von Cornelis Vis ranghöchster Flaggoffizier der seeländischen Admiralität ließ ihn Prinz Wilhelm V. aber nur nach längeren Verhandlungen aus dem Marinedienst ausscheiden. 1789 heiratete Kinckel Elise von Botzheim, die Ehe blieb kinderlos.
Von 1789 an war Kinckel nur noch als diplomatischer Gesandter tätig. Bis 1795 war er bevollmächtigter Minister am kurpfälzischen Hof in Mannheim. Auch nach den politischen Umwälzungen in den Niederlanden, die zu Kinckels Entlassung aus dem Marinedienst 1795 führten, blieb er weiter in Mannheim, wo er inzwischen ein Haus erworben hatte. Von seinem Bruder Georg August Heinrich von Kinckel erwarb er außerdem 1796 das Schloss in Dirmstein und Besitz in Heimersheim bei Alzey, damit dieser Besitz nicht von den Franzosen beschlagnahmt werden konnte. Er war danach in englischen Diensten und diente in Mannheim als Mittelsmann zwischen den Engländern und den Anhängern des niederländischen Prinzen in Preußen. 1799 erwog er kurzzeitig, in russische Dienste zu treten, verwarf dies jedoch bald wieder.
Nach dem Ende der französischen Besatzung der Niederlande wurde Kinckel zum Vizeadmiral befördert. Der spätere niederländische König Wilhelm I. ernannte ihn schließlich 1814 zum Gesandten für Baden, Württemberg und Bayern.
Er starb 1821 in Mannheim an Altersschwäche und wurde auf dem lutherischen Friedhof der Stadt begraben. Seine Witwe starb 1846 und wurde auf dem inzwischen angelegten neuen Friedhof in Mannheim bestattet.